# غويلرمو دياز أيالا
غويلرمو دياز أيالا (بالإسبانية: Guillermo Díaz Ayala)‏ هو مدرب كرة قدم ولاعب كرة قدم تشيلي، ولد في 16 مايو 1994 في تيموكو في تشيلي. لعب مع نادي أونيفرسيداد دي تشيلي.

## وصلات خارجية
- غويلرمو دياز أيالا على موقع قاعدة بيانات كرة القدم.إي يو (الإنجليزية)
- غويلرمو دياز أيالا على موقع Soccerway.com (الإنجليزية)
- غويلرمو دياز أيالا على موقع AS.com (الإسبانية)